# Skäggtaklök
Skäggtaklök (Sempervivum ciliosum) är art i familjen fetbladsväxter från Balkan.
Arten bildar stängda eller halvöppna bladrosetter, 2-5 cm i diameter, tillplattade eller klotformiga. Blomstjälkarna är smäckra, till 13 cm höga. Blommorna är ljust gula.
Två underarter erkänns:
- subsp. ciliosum - södra Balkan, saknar långa utlöpare.
- ssp. octopodes - från sydvästra Nordmakedonien, som bildar mycket långa utlöpare.

## Synonymer
subsp. ciliosum
Sempervivum borisii Degen & Urumov
Sempervivum ciliosum var. borisii (Degen & Urumov) P.Mitchell
Sempervivum ciliosum var. galicicum A. C Smith
Sempervivum leucanthum var. ciliosum (Craib) Hayek
Sempervivum wulfenii Velenovsky nom. illeg.
Sempervivum wulfenii var. skorpilii Velenovsky
ssp. octopodes  (Turill) Zonneveld 
Sempervivum octopodes Turrill